# Work That Body
«Work That Body» (español: Trabajo ese cuerpo) es el tercer sencillo del álbum Why Do Fools Fall in Love de Diana Ross. Lanzado en 1982, fue coescrita por Ross quién también produjo el sencillo al igual que todo el álbum. El sencillo tuvo un éxito considerable en Estados Unidos y entró al Top 10 en el Reino Unido.

## Video
En el video de la canción aparece Ross bailando con diferentes trajes de baño.

## Listas musicales
| Lista musical (1983)            | Posición más alta |
| ------------------------------- | ----------------- |
| Dutch Top 40                    | 15                |
| Billboard Hot 100               | 44                |
| Billboard Hot R&B/Hip-Hop Songs | 34                |
| Billboard Hot Dance Club Play   | 14                |
| UK Singles Chart                | 7                 |